# Göran Andersson
Bengt Thore Göran Andersson (4 de octubre de 1939-18 de noviembre de 2020) fue un deportista sueco que compitió en vela en la clase Finn. Ganó una medalla de plata en el Campeonato Europeo de Finn de 1961.

## Palmarés internacional
| Campeonato Europeo | Campeonato Europeo | Campeonato Europeo | Campeonato Europeo |
| Año                | Lugar              | Medalla            | Clase              |
| ------------------ | ------------------ | ------------------ | ------------------ |
| 1961               | Warnemünde (RDA)   | Medalla de plata   | Finn               |